# Eirenis coronella
Espèce
Synonymes
- Calamaria coronella Schlegel, 1837
- Contia brevicauda Nikolsky, 1907
- Eirenis arabica Haas, 1961

Statut de conservation UICN

 LC  : Préoccupation mineure
Eirenis coronella est une espèce de serpents de la famille des Colubridae.

## Répartition
Cette espèce se rencontre :
- dans le Nord et le Nord-Est de l'Arabie saoudite ;
- dans l'ouest de l'Iran ;
- en Irak ;
- en Israël ;
- en Jordanie ;
- en Syrie ;
- dans le Sud de la Turquie.

## Description
Eirenis coronella mesure, pour les mâles, entre 123 et 270 mm dont 12 à 48 mm pour la queue et, pour les femelles, entre 130 et 365 mm dont 21 à 75 mm pour la queue. Son corps est cylindrique. Son dos présente plusieurs bandes transversales brun foncé. Une tache verticale noirâtre traverse l’œil. Une autre forme comme une couronne sur le dessus de sa tête.
Ses œufs mesurent 22 mm de long pour un diamètre de 6 mm.
Cette espèce a une activité diurne à l'exception de la période estivale où elle est davantage crépusculaire ou nocturne.

## Liste des sous-espèces
Selon The Reptile Database (14 février 2014) :
- Eirenis coronella coronella (Schlegel, 1837)
- Eirenis coronella fennelli Arnold, 1982
- Eirenis coronella ibrahimi Sivan & Werner, 2003.

## Étymologie
Son nom d'espèce, du latin coronella, « couronne », lui a été donné en référence à la tache qui orne sa tête.

## Publications originales
- Arnold, 1982 : Reptiles of Saudi Arabia. A new semaphore gecko (Pristurus: Gekkonidae) and a new dwarf snake (Eirenis: Colubridae) from southwestern Arabia. Fauna of Saudi Arabia, vol. 4, p. 468-477.
- Schlegel, 1837 : Essai sur la physionomie des serpens, La Haye, J. Kips, J. HZ. et W. P. van Stockum, vol. 1 (texte intégral) et vol. 2 (texte intégral).
- Sivan & Werner, 2003 : Revision of the middle-eastern dwarf-snakes commonly assigned to Eirenis coronella (Colubridae). Zoology in the Middle East, vol. 28, p. 39-59.